# Pinalla Aliprandi

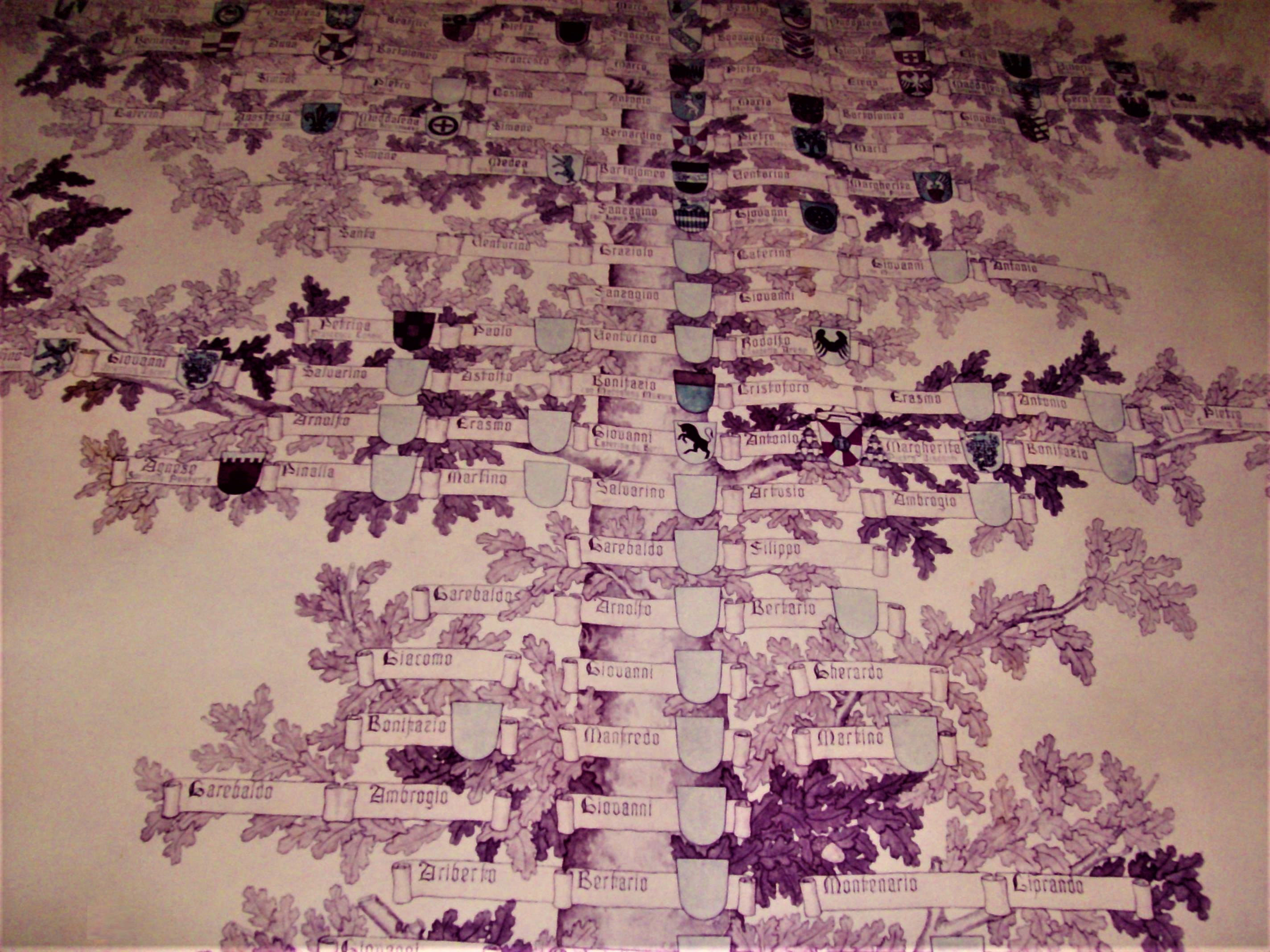
Genealogia del casato degli Aliprandi Fanzago dove figura anche Pinalla Aliprandi

Pinalla Aliprandi (Monza, fine XIII secolo – 1341) è stato un condottiero italiano, del XIV secolo.

## Biografia
Figlio di Rebaldo e fratello di Martino e di Salvarino, apparteneva ad una delle famiglie più importanti di Monza, ma residente in Milano. Si diede alla carriera delle armi entrando nell'esercito di Azzone Visconti.
Nell'aprile del 1329 Pinalla, con un manipolo di cavalieri viscontei, riconquistò Monza, occupata dalle truppe di Luigi IV del Sacro Romano Impero, giovandosi anche dell'aiuto portogli dal fratello Martino e, nel maggio dello stesso anno, respinse un tentativo dello stesso imperatore di impadronirsi della città.
Nell'aprile del 1333 condusse 600 fanti viscontei al soccorso di Ferrara, assediata dal legato pontificio Bertrando del Poggetto, e, il 14 del mese, insieme a truppe scaligere, gonzaghesche e fiorentine, disfece l'esercito papale. Nello stesso anno fu podestà di Bergamo.
Nel 1336, sempre a capo di una parte dell'esercito di Azzone, devastò le terre intorno a Piacenza e partecipò all'assedio della città, che capitolò nelle mani dei viscontei.
Nel 1339, quando Lodrisio Visconti mosse contro Milano, Pinalla, come capitano generale dell'esercito di Azzone, gli mosse contro 500 cavalli, ma non riuscì ad arrestarlo al passaggio dell'Adda; a Parabiago, il 21 febbraio, avvenne lo scontro decisivo, terminato con la fortunosa vittoria dell'esercito di Azzone.

Dopo la morte di Azzone (16 ag. 1339), Pinalla fu tenuto in disparte da Luchino e nel 1341 entrò a far parte della congiura ordita contro costui dai Pusterla e da altri nobili milanesi. Scoperta la congiura, Pinalla, insieme col fratello Martino, fu arrestato, torturato e fatto morire di fame.